# Hana Šedivá
Hana Šedivá (* 25. srpna 1956 Praha) je česká soudkyně a bývalá politička, počátkem 21. století poslankyně Poslanecké sněmovny za ČSSD.

## Biografie
Narodila se v Praze, ale od roku 1959 žije v Příboře. V období let 1979–1985 pracovala na ONV Nový Jičín na odboru vnitřních věcí a přestupkové agendy a na finančním odboru (majetkoprávní oddělení). Od roku 1986 do počátku 90. let působila v JZD Rozvoj Sedlnice a JZD Moravan Petřvald, později v podniku Pozemní stavby, Nový Jičín. Je vdaná, má syna a dceru.
Před rokem 1989 byla členkou KSČ. Od roku 1991 provozovala soukromou advokátní praxi. Členkou ČSSD se stala roku 1998. K roku 2006 se zmiňuje jako předsedkyně MO ČSSD Příbor. Předtím v období 1998–2002 zastávala post místopředsedkyně OVV ČSSD Nový Jičín a v letech 1999–2002 i místopředsedkyně KVV ČSSD Ostrava. V letech 2003–2005 byla členkou KVV ČSSD Ostrava.
V komunálních volbách roku 1994 byla zvolena do zastupitelstva města Příbor jako bezpartijní za Sdružení KSČM, SDL, NK. Neúspěšně do tamního zastupitelstva kandidovala (nyní již za ČSSD) v komunálních volbách roku 1998 a opětovně sem byla zvolena v komunálních volbách roku 2002 a komunálních volbách roku 2006. Profesně se uvádí jako advokátka.
Ve volbách v roce 2002 byla zvolena do poslanecké sněmovny za ČSSD (volební obvod Moravskoslezský kraj).
V květnu 2010 byla jmenována soudkyní Obvodního soudu pro Prahu 6.

## V pozici poslankyně
Byla členkou sněmovního ústavněprávního výboru. V letech 2002–2004 zasedala i ve výboru pro vědu, vzdělání, kulturu, mládež a tělovýchovu a potom v letech 2004–2006 ve výboru mandátovém a imunitním. Poslanecký mandát obhájila ve volbách v roce 2006. Byla opět členkou ústavněprávního výboru a mandátového a imunitního výboru (v něm v letech 2006–2009 zastávala post místopředsedkyně a v letech 2009–2010 předsedkyně). Ve sněmovně setrvala do května 2010, kdy krátce před koncem funkčního období rezignovala na mandát, protože byla jmenována soudkyní. Do sněmovny pak místo ní ještě krátce zasedl jako náhradník Jozef Kubinyi.
Během svého poslaneckého působení čelila kritice za to, že si nechávala proplácet letenky z Ostravy do Prahy, třebaže v rámci poslaneckých náhrad měla měsíční příspěvek 34 200 Kč na dopravu. Na kritiku reagovala s tím, že „samozřejmě že létám, když mi to zákon umožňuje a je to pro mě pohodlnější a rychlejší.“
Sehrála významnou roli při schvalování zákona č. 180/2005 Sb., o podpoře využívání obnovitelných zdrojů, který se později stal základem tzv. solárního boomu v letech 2009 a 2010. Právě Hana Šedivá v průběhu schvalování zákona prosadila pozměňovací návrh, který dále snížil limit meziročního poklesu výkupních cen. Zatímco původní návrh počítal s limitem 10%, poslankyně Šedivá usilovala o jeho snížení na 2% či 5%. Ve schváleném znění zákona nakonec zůstala hodnota 5%.